# Ермолин, Анатолий Яковлевич
Анатолий Яковлевич Ермолин — руководитель строительства объектов нефтяной и газовой промышленности, начальник Всесоюзного строительно-монтажного объединения «Союзподводтрубопроводстрой», лауреат Государственной премии СССР.

## Биография
Родился 1 сентября 1939 г. в селе Чернавка Инжавинского района Тамбовской области.
Окончил Горьковское речное училище по специальности гидротехник (1961); Саратовский политехнический институт по специальности «промышленное и гражданское строительство» (1967); Институт повышения квалификации руководителей высшего звена государственного управления АНХ при СМ СССР (1986) и Высшую коммерческую школу АНХ при СМ СССР в области внешнеэкономической деятельности со стажировкой в ФРГ (1991).
В 1961—1969 гг. техник экспедиционного отряда, мастер, инженер, старший инженер, зам. начальника и начальник группы Управления подводно-технических и строительных работ Минречстроя РСФСР.
С 1969 г. гл. инженер и начальник управления подводно-технических работ треста «Союзподводгазстрой» Миннефтегазстроя СССР, в 1976—1981 гг. — управляющий этим трестом.
После преобразования треста в ВСМО «Союзподводтрубопроводстрой» (1981, с 1988 г. — ССО «Подводтрубопроводстрой») — гл. инженер, затем — начальник объединения.
После образования в 1993 г. на базе ССО ОАО «Подводтрубопроводстрой» (1993) избран генеральным директором.
Участник и непосредственный руководитель строительства подводных переходов нефтепроводов Пермь — Альметьевск — Горький, «Дружба», Усть-Балык — Омск, Тихорецк — Новороссийск, Куйбышев — Саратов, Уса — Ухта, Сургут — Полоцк.
Автор 10 изобретений в области повышения надежности строительства трубопроводов.
Лауреат Государственной премии СССР в области науки и техники — за участие в проектировании и строительстве подводных переходов повышенной надежности трансконтинентального газопровода Уренгой — Помары — Ужгород (1985).
Заслуженный строитель РСФСР (1989). Награжден орденом Трудового Красного Знамени (1975), орденом Дружбы (25.09.1999), медалями «За доблестный труд. В ознаменование 100-летия со дня рождения В. И. Ленина», «Ветеран труда» (1985); 10 медалями ВДНХ.